# Sun Jing
Sun Jing (孙敬S, Sūn JìngP; Contea di Shou, 1912 – 14 giugno 1979) è stato un regista, attore e sceneggiatore cinese.

## Biografia
Iniziò la carriera come attore presso la Shanghai Star Film Company all'inizio degli anni trenta, apparendo in vari film tra i quali Táolǐ zhēng yàn (桃李争艳), Chuánjiā nǚ (船家女) e Mǎlù tiānshǐ (马路天使). Negli anni quaranta diresse numerosi film per le principali case di produzione cinesi quali la China United, la Cathay Pacific, e la China Enterprise Film Company; tra i suoi film più significativi si ricordano Gē shān qíngsī (歌衫情丝) e Fěnhóng sè de zhàdàn (粉红色的炸弹). Nel 1958 entrò sotto contratto con lo Xi'an Film Studio, dirigendo nel 1963 il suo film più noto, Taohua shan (桃花扇S, Táohuā shànP, lett. "Il ventaglio dai fiori di pesco") con Wang Danfeng e Feng Zhe, che mise in cattiva luce il regista agli occhi del governo di Mao Zedong in quanto considerato troppo celebrativo nei confronti della vecchia Cina feudale. Allontanato dall'industria cinematografica nel periodo della rivoluzione culturale, poté ritornare a dirigere solo dopo la morte di Mao. Il suo ultimo film, Rǔ yàn fēi (乳燕飞), è uscito nel 1979, anno della sua morte.